# Valle del Calore
La Valle del Calore, o più semplicemente Val Calore, è una vallata dell'Appennino lucano in Campania, nella provincia di Salerno, comprendente il bacino del fiume Calore Lucano nel distretto geografico del Cilento e Alburni.
È composta da 12 comuni della provincia di Salerno e conta 18.945 abitanti.
Non deve essere confusa con la valle omonima dell'Appennino campano comprendente il bacino del Calore Irpino, un diverso fiume localizzato anch'esso in Campania ma a latitudini più settentrionali, nel distretto geografico dell'Irpinia.

## Descrizione
La valle, che segue il percorso del fiume Calore Lucano, inizia sul versante settentrionale del monte Cervati al centro del parco nazionale del Cilento, Vallo di Diano e Alburni, ed è composta da un tratto montuoso che comprende i territori comunali nel Cilento di Laurino, Piaggine, Valle dell'Angelo, Magliano Nuovo, Magliano Vetere, Felitto, Castel San Lorenzo, Roccadaspide e Aquara, infine nei comuni sui monti Alburni di Castelcivita, Controne e Postiglione.

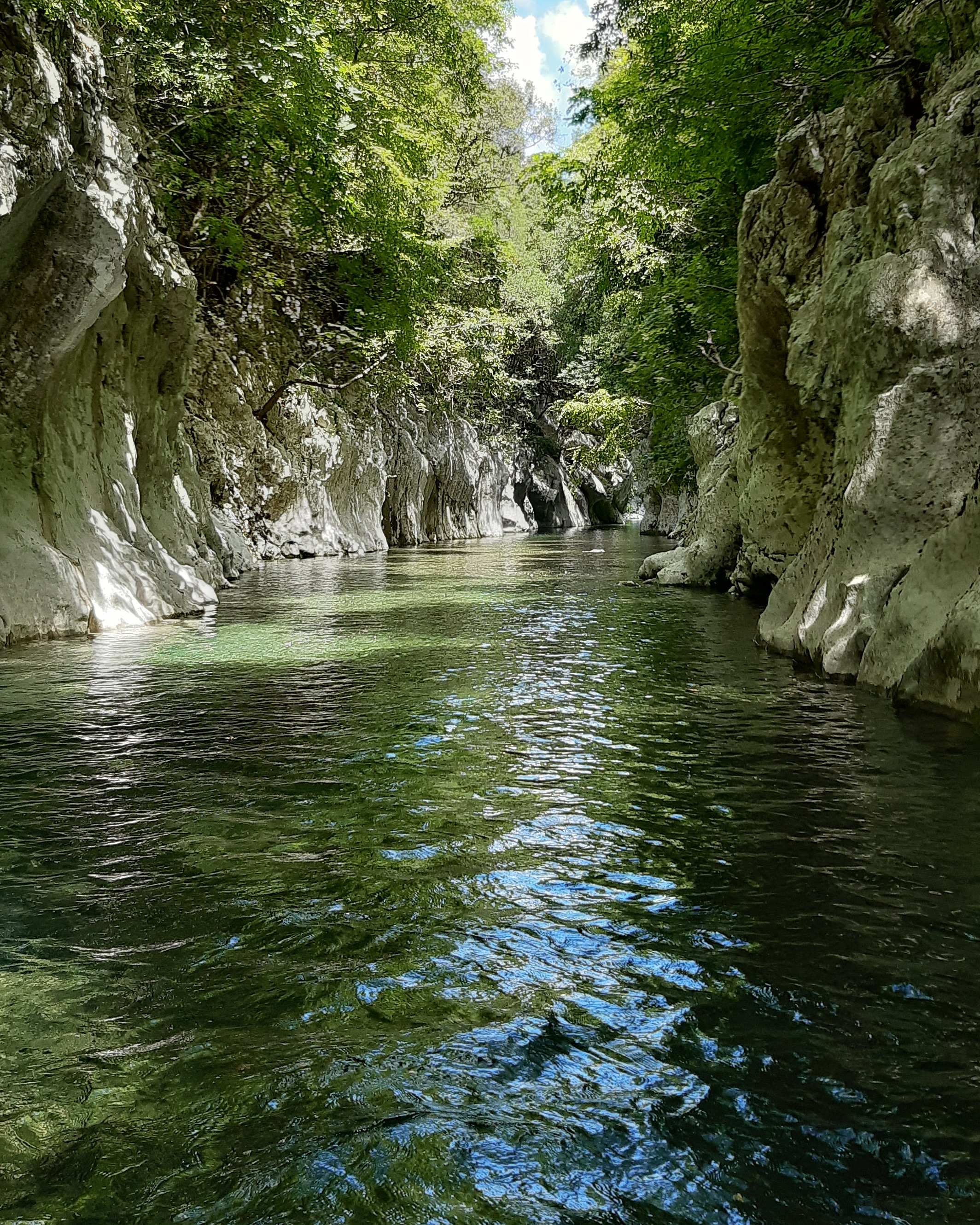
Il fiume Calore a Felitto

Nella parte alta del suo percorso il fiume si insinua tra alte pareti rocciose dando vita alle cosiddette Gole del Calore.

## I Comuni
L'ambito territoriale  vede come comune capofila la città di Roccadaspide.
Fanno parte della Valle del Calore Salernitano i seguenti comuni:
| Comuni | Comuni                       | Abitanti | Superficie km² | Densità ab./km² | Altitudine m s.l.m. | Sindaco                                                        | Coordinate                  |
| ------ | ---------------------------- | -------- | -------------- | --------------- | ------------------- | -------------------------------------------------------------- | --------------------------- |
|        | Aquara                       | 1348     | 32,73          | 41,19           | 500                 | Antonio Marino (Lista civica Aquara al centro)                 | 40°26′38.08″N 15°15′13.86″E |
|        | Castel San Lorenz            | 2238     | 14,29          | 156,61          | 358                 | Giuseppe Scorza (Lista civica Nuove Idee In Movimento)         | 40°25′N 15°14′E             |
|        | Castelcivita                 | 1380     | 57,64          | 23,94           | 487                 | Antonio Forziati (Lista civica Il Campanile)                   | 40°30′N 15°14′E             |
|        | Controne                     | 771      | 7,75           | 99,48           | 200                 | Ettore Poti (Lista civica Nuovi Orizzonti)                     | 40°31′N 15°12′E             |
|        | Felitto                      | 1147     | 41,53          | 27,62           | 275                 | Carmine Casella (Lista Civica Per Felitto)                     | 40°22′N 15°15′E             |
|        | Laurino                      | 1302     | 70,44          | 18,48           | 531                 | Romano Gregorio (Lista civiche Alba per un Futuro Comune)      | 40°20′N 15°20′E             |
|        | Magliano Vetere              | 606      | 23,3           | 26,01           | 650                 | Adriano Piano (Lista Civica Uniti Per Magliano)                | 40°21′N 15°14′E             |
|        | Piaggine                     | 1068     | 62,77          | 17,01           | 630                 | Renato Pizzolante (Lista civica Piaggine Rinasce)              | 40°21′N 15°23′E             |
|        | Postiglione                  | 1996     | 48,24          | 41,38           | 650                 | Carmine Cennamo (Lista civica Noi per Postiglione)             | 40°34′N 15°14′E             |
|        | Roccadaspide                 | 6875     | 64,16          | 107,15          | 354                 | Gabriele Iuliano (Centro-sinistra/PD Insieme per Roccadaspide) | 40°26′N 15°12′E             |
|        | Valle dell'Angelo            | 217      | 36,6           | 5,93            | 620                 | Salvatore Angelo Iannuzzi (Lista civica/PD)                    | 40°20′41″N 15°22′09″E       |
| Totale | Valle del Calore Salernitano | 18 948   | 459,45         | 564,8           |                     |                                                                |                             |

### Frazioni
| Comuni             | N° di frazioni - località | Frazioni                                                           | Località |
| ------------------ | ------------------------- | ------------------------------------------------------------------ | --- |
| Aquara             | 1-0                       | Mainardi                                                           | |
| Castel San Lorenzo | 0-19                      |                                                                    | Annunziata, Concezione, Farneta, Fontana dell'Elice, Galdo, Galloppole, Genzano, Infetina, Insertone, Olivella, Palmento, Parretta, Piano della Macchia, Pianella, Pisciolo, Ponte Calore, Tempa, Tempa Giardino, Tempa delle Monache. |
| Castelcivita       | 2-0                       | Cosentini, Serra                                                   | |
| Controne           | 0                         |                                                                    | |
| Felitto            | 0-34                      |                                                                    | Acqua delle Donne, Acquanoceta, Alvani, Barbagiano, Bosco Grande, Cammarose, Campanaro, Carpineto, Carrozzo, Casale, Cerzito, Chianelisi, Difesa Lombi, Difesa Principe, Fossa del Lupo, Lago, Margheriti, Maruzza, Mazzarella, Montagnano, Palumbo, Pazzano, Piano d'Elise, Pietracute, Remolino, San Giorgio, San Pietro, San Vito, Santoianni, Serre, Starza, Territorio, Torre, Vignali |
| Laurino            | 2-0                       | Pruno, Villa Littorio                                              | |
| Magliano Vetere    | 2-1                       | Magliano Nuovo, Capizzo                                            | Palazzo Socorso |
| Piaggine           | 1-0                       | Pruno                                                              | |
| Postiglione        | 6-0                       | Acquara, Canneto, Lago Rosso, Pescara, Selva Nera, Terzo di Mezzo. | |
| Roccadaspide       | 5-9                       | Carretiello, Doglie, Fonte, Serra, Tempalta                        | Casalotti, Case Cavallo, Ecoli Isca, Massano, Seude, Terzerie, Tuoro, Verna. |
| Valle dell'Angelo  | 1-0                       | Pruno                                                              | |

## Enti locali
I comuni presenti sul territorio si sono riuniti nella Comunità Montana Calore Salernitano e nell'Unione dei Comuni Alto Calore.

## Produzione di Vini DOC
Gli agricoltori della Valle del Calore sono impegnati nella produzione di Vini, sia DOC che IGT,e di oli. Tra i suoi prodotti spiccano i sette vini Castel San Lorenzo D.O.C. e i vini Paestum a Indicazione Geografica Tipica.
La denominazione di origine controllata Castel San Lorenzo si estende interamente ai territori dei comuni di Castel San Lorenzo, Felitto e Bellosguardo e, in parte, ai comuni di Aquara, Castelcivita, Roccadaspide, Magliano Vetere e Ottati.

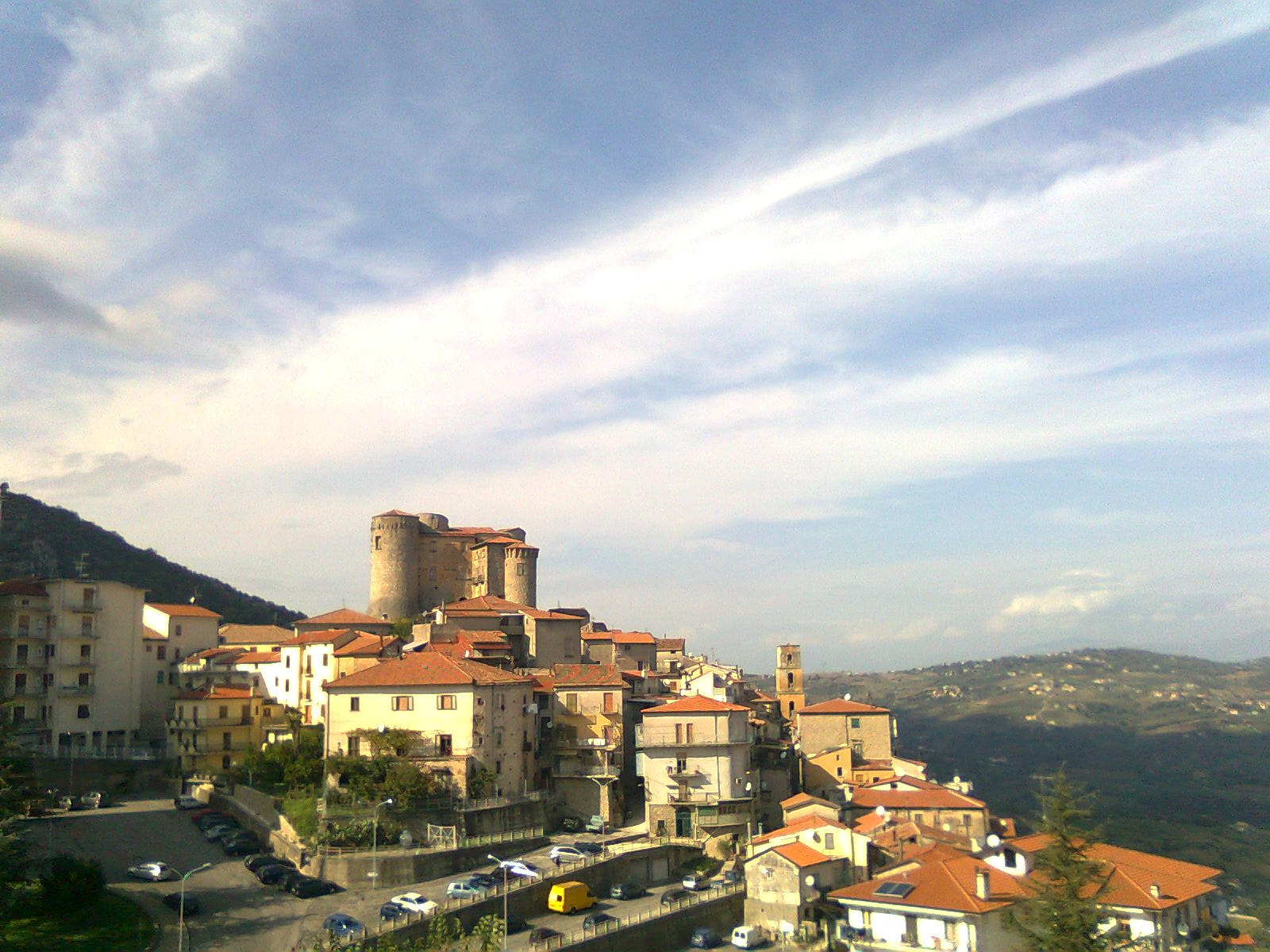
Panorama di Roccadaspide, il centro capoluogo della zona

Le condizioni pedoclimatiche hanno reso queste zone adatte alla coltivazione della vite da tempi remoti e il disciplinare ne tutela le specificità colturali e ampelografiche preesistenti.
I vini prodotti con la denominazione DOC Castel San Lorenzo sono il Castel San Lorenzo Barbera, il Castel San Lorenzo Rosso, il Castel San Lorenzo Bianco, il Castel San Lorenzo Rosato, il Castel San Lorenzo Moscato Spumante e il Castel San Lorenzo Moscato Lambiccato. Le rese massime in vigna sono di 100 quintali per ettaro per Rossi, Rosati e Barbera e di 120 per i Bianchi.

### Produzione di Vini IGT
L'Indicazione Geografica Tipica "Paestum", con la specificazione di uno dei seguenti vitigni: Aglianico, Barbera, Coda di Volpe, Fiano, Greco, Moscato, Piedirosso, Piedirosso, Sciascinoso, è riservata ai vini ottenuti da uve provenienti da vigneti composti, nell'ambito aziendale, per almeno l'85% dai corrispondenti vitigni.
I Vini a Indicazione Geografica Tipica "Paestum" devono essere ottenuti da uve provenienti da vigneti composti da uno o più vitigni raccomandati e/o autorizzati per la provincia di Salerno. La zona di produzione delle uve comprende il territorio del basso e dell'alto Cilento della provincia salernitana.

## Infrastrutture e trasporti
La valle è attraversata Strada Regionale 488, che attraversa l'intera Valle del Calore partendo da Postiglione per giungere a Vallo della Lucania (con diversi innesti in direzione Controne, Felitto e Stio). Priva di percorsi a scorrimento veloce, il resto del territorio è messo in rete grazie all'ausilio di molte strade provinciali e comunali.

## Prodotti tipici
- Fusillo Felittese
- Tarallo di San Vito
- Cavatiello Maglianese
- Fungo Porcino (Castelcivita)
- Fagiolo di Controne
- Marrone di Roccadaspide